# Diocese de Chipata
A Diocese de Chipata (em latim: Dioecesis Chipatensis) é uma diocese localizada em Chipata, na Zâmbia.

## História
- 1º de julho de 1937: Estabelecida como Prefeitura Apostólica de Fort Jameson do Vicariato Apostólico de Niassa no Malawi
- 7 de maio de 1953: Promovido como Vicariato Apostólico de Fort Jameson
- 25 de abril de 1959: Promovida como Diocese de Fort Jameson
- 15 de abril de 1968: Renomeada como Diocese de Chipata

## Bispos
- Prefeitos Apostólicos de Fort Jameson (rito romano)
  - Pe. Fernand Martin, M. Afr. (17.12.1937 – 1946; Administrador Apostólico 1946 – 07.03.1947)
  - Pe. Firmin Courtemanche, M. Afr. (07.03.1947 – 07.05.1953 ver abaixo)
- Vigário Apostólico de Fort Jameson (rito romano)
  - Bispo Firmin Courtemanche, M. Afr. (veja acima 07.05.1953 – 25.04.1959 veja abaixo)
- Bispos de Fort Jameson (rito romano)
  - Bispo Firmin Courtemanche, M. Afr. (veja acima 25.04.1959 - 15.04.1968 veja abaixo)
- Bispos de Chipata (rito romano)
  - Bispo Firmin Courtemanche, M. Afr. (veja acima 15/04/1968 - 11/11/1970)
  - Dom Medardo Joseph Mazombwe (11.11.1970 – 30.11.1996), nomeado Arcebispo de Lusaka; futuro cardeal
  - Bispo George Cosmas Zumaire Lungu (desde 23/12/2002)

### Bispo Auxiliar
- Benjamin S. Phiri (2011-2020), nomeado Bispo de Ndola